# Bonnie Scotland
Bonnie Scotland is een Amerikaanse komische film met Laurel en Hardy uit 1935, geregisseerd door James W. Horne.

## Verhaal
Laurel en Hardy reizen af naar Schotland om daar de erfenis van Stans grootvader te ontvangen. Het blijkt vervolgens dat deze aan Stan alleen een snuifdoos en een doedelzak heeft nagelaten.
De twee zijn blut, maar worden naar een winkel toe gelokt waar ze gratis kleding zouden kunnen krijgen. Ze lopen echter het verkeerde gebouw in, waar ze zich onbedoeld aanmelden voor het Britse leger. Na een tijdje worden ze gestationeerd in India.

## Rolverdeling
| Acteur          | Personage                 |
| --------------- | ------------------------- |
| Stan Laurel     | Stanley                   |
| Oliver Hardy    | Oliver                    |
| June Lang       | Lorna                     |
| William Janney  | Allan                     |
| Anne Grey       | Lady Violet Ormsby        |
| Vernon Steele   | Kolonel Gregor McGregor   |
| James Finlayson | Sergeant Majoor Finlayson |
| David Torrence  | Meneer Miggs              |
| Maurice Black   | Khan Mir Jutra            |